# Herbert Wildman
Herbert Henry "Herb" Wildman, född 6 september 1912 i Marion, Ohio, död 13 oktober 1989 i Los Angeles, var en amerikansk vattenpolomålvakt.
Wildman spelade fyra matcher som målvakt i OS-turneringen 1932 och två matcher som målvakt i OS-turneringen 1936. I Los Angeles tog USA brons.